# Pilonnement

Le mouvement de pilonnement (1)

Le pilonnement désigne le déplacement vertical d'un bateau (de haut en bas), c'est l'un des trois déplacements possibles d'un navire avec l'embardée et le cavalement,,.
Il est causé par la rencontre avec les vagues. Particulièrement désagréable pour les passagers et l'équipage, il peut être associé au tangage pour créer le tossage, dangereux pour la structure de l'étrave.

## Tableau de synthèse
| Axe de rotation ou de déplacement | Déplacement                                                    | Mouvement rotationnel | Mouvement rotationnel                                   | Angle                            | Schéma |
| --------------------------------- | -------------------------------------------------------------- | --- | ------------------------------------------------------- | -------------------------------- | ------ |
| x : Longitudinal                  | Cavalement (3) : Déplacement horizontal d'avant en arrière     | Roulis (6) : Oscillation latérale de bâbord à tribord (vagues, vent, etc.)                                                          | Axe de rotation dans la plus grande longueur du bateau. | Gite / Angle de roulis           |        |
| y : Transversal                   | Embardée (2) : Déplacement horizontal latéral                  | Tangage (5) : Oscillation d'avant en arrière, la proue se relève et s'abaisse (vagues, etc.)                                        | Axe de rotation dans la largeur du bateau               | Assiette (pas de sens en marine) |        |
| z : Vertical                      | Pilonnement (1) : Déplacement vertical de l'altitude du bateau | Lacet (4) : Oscillation sur le plan horizontal, modifiant le cap (mouvement de la barre, dérive lié au courant, au vent, vagues...) | Axe de rotation coaxiale au mât                         | Cap                              |        |